# Partito Liberale Democratico di Moldavia
Il Partito Liberale Democratico di Moldavia è un partito politico di centro-destra della Moldavia, con una moderna dottrina europea popolare.
Il partito ha ottenuto il 12,26% dei voti alle elezioni parlamentari in Moldavia dell'aprile 2009, conquistando 15 su 101 seggi al Parlamento. Alle elezioni anticipate del luglio 2009, invece, ha ottenuto il 16,55% dei voti, ottenendo 18 seggi parlamentari.
Il Partito Liberale Democratico di Moldavia fu fondato l'8 dicembre 2007; la presidenza del partito è ricoperta da Vlad Filat, presidente dal primo congresso del partito nel 2008.
Il partito viene governato da un Consiglio Politico Nazionale composto da 171 membri, mentre gli affari quotidiani sono sbrigati da un Ufficio Centrale Permanente di 41 membri. Il partito ha distaccamenti locali in tutti i distretti.
A partire dall'8 agosto 2009, il Partito fa parte della coalizione di governo, denominata Alleanza per l'Integrazione Europea, di cui fanno parte anche il Partito Liberale (15 seggi), Partito Democratico della Moldavia (13 seggi) e il Partito Alleanza "Moldavia Nostra" (7 seggi).
Il 17 settembre 2009 il Presidente del partito, Vlad Filat, è stato nominato alla carica di Primo ministro della Moldavia.